# Salz-Zahntrost
Der Salz-Zahntrost (Odontites litoralis) ist eine Pflanzenart aus der Gattung der Zahntroste (Odontites). Die fakultativ halbparasitisch lebende Pflanze kommt in Mitteleuropa vor.

## Beschreibung
Der Salz-Zahntrost ist eine 5 bis 40 (selten bis 60) cm hoch werdende, krautige Pflanze, die oft unverzweigt ist oder bis zu sechs Astpaare ausbildet. Die Äste stehen spitzwinkelig (zwischen 20 und 40°) ab. Eine Hemmzone vor den Blütenständen fehlt meistens oder besteht nur aus einem (oder seltener aus zwei) Knoten. Die Laubblätter sind drei- bis neunmal länger als breit, etwas fleischig und an der Spitze abgestumpft.
Die traubigen Blütenstände bestehen aus vier bis 20 (selten bis 30) Blüten, die locker angeordnet sind. Die Tragblätter sind 2,5- bis 5,5-mal so lang wie breit. Die Blüten werden 9 bis 12 mm lang. Der Kelch erreicht eine Länge von 4,5 bis 6 mm, die Kelchzipfel sind breit dreieckig. Die Krone ist purpur, rosa oder blassrosa gefärbt. Der Griffel ragt während der gesamten Blütezeit nicht über die Krone hinaus. Die Kapselfrüchte werden bis 9 mm lang und bis 5 mm breit.
Die Chromosomenzahl ist 2n = 20.

## Vorkommen und Standorte
Die Art ist an den Küsten Finnlands, West-Estlands und auf den westestischen Inseln Hiiumaa und Saaremaa, Süd-Schwedens, Süd-Norwegens, Dänemarks und Nordost-Deutschlands (auf Rügen bis an die Odermündung) sowie im Norden und Westen Schottlands verbreitet.
Die Standorte liegen in Höhenlagen zwischen 0 und 100 m auf Salz- und Brackwasserwiesen, vor allem in der Juncus gerardii-Zone. Seltener ist die Art auch an felsigen Küsten zu finden. Sie ist eine Charakterart des Verbands Armerion maritimae.

## Systematik
Innerhalb der Gattung wird die Art in die Artengruppe um den Frühlings-Zahntrost (Odontites vernus agg.) eingeordnet. Neben dem Salz-Zahntrost und dem Frühlingszahntrost ist der Rote Zahntrost dieser Gruppe zugehörig.
Innerhalb der Art werden zwei Unterarten unterschieden:
- Odontites litoralis ssp. litoralis
- Odontites litoralis ssp. fennicus Markl.: Sie kommt an der Küste Süd-Finnlands und auf den estnischen Inseln Dagö und Ösel vor.